# Yannis Tafer
Yannis Tafer (Grenoble, 11 de fevereiro de 1991) é um futebolista francês que atua como Atacante. Atualmente joga no Toulouse, emprestado pelo Lyon.
Ele foi premiado com a Chuteira de Ouro em 2008 o Campeonato da Europa de Sub-17 de Futebol, com 4 gols.